# Brud

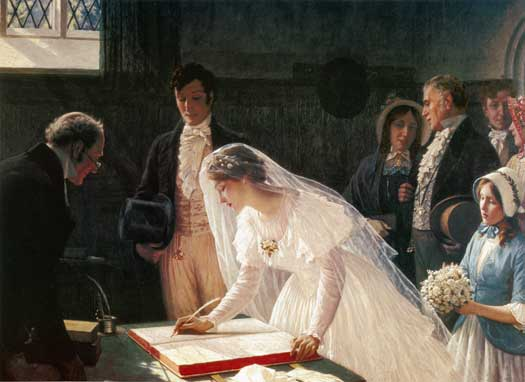
Brud med brudklänning och slöja år 1920. Målning av Edmund Blair Leighton.

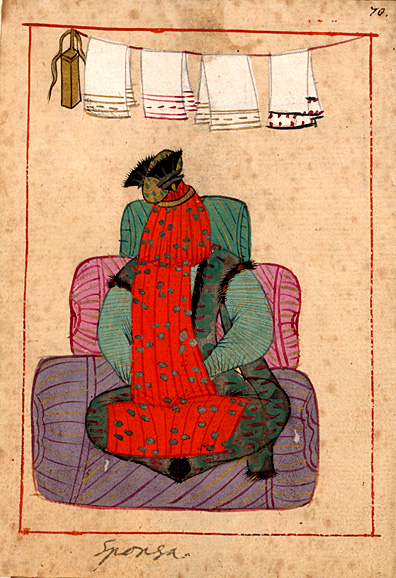
Osmansk brud 1657; från Claes Rålambs turkiska dräktbok.

Brud kallas en kvinna på sin bröllopsdag. Hon kan ha speciella brudkläder, som brudklänning, brudslöja och brudkrona. Brud kan även användas som slang för yngre kvinna oftast i positiv bemärkelse.